# Amblyomma parvitarsum
Amblyomma parvitarsum är en fästingart som beskrevs av Neumann 1901. Amblyomma parvitarsum ingår i släktet Amblyomma och familjen hårda fästingar. Inga underarter finns listade i Catalogue of Life.